# Bistum Kasese
Das  Bistum Kasese (lat.: Dioecesis Kasesensis) ist ein in Uganda gelegenes Bistum der  Römisch-Katholischen Kirche mit Sitz in Kasese.

## Geschichte
Das Bistum wurde am 6. März 1989 durch Papst Johannes Paul II. aus einem Teil des Bistums Fort Portal gebildet. Es ist den Erzbistum Mbarara als Suffraganbistum unterstellt. Im Jahre 2004 gehörten 201.248 Katholiken zum Bistum, was 43,1 % der Gesamtbevölkerung auf den 3.205 km² des Zuständigkeitsbereiches entspricht.

## Ordinarien
- Egidio Nkaijanabwo (6. März 1989–15. April 2014)
- Acquirino Francis Kibira (seit 15. April 2014)